# Pierre Cohen
Pierre Cohen (Bizerta, Túnez, 20 de marzo de 1950) es un político francés del Partido Socialista Francés. Fue alcalde de la ciudad de Toulouse desde 2008 hasta 2014.
Se graduó de la Universidad Paul Sabatier.